# Tipula meijereana
Tipula meijereana är en tvåvingeart som beskrevs av Alexander 1935. Tipula meijereana ingår i släktet Tipula och familjen storharkrankar. Inga underarter finns listade i Catalogue of Life.